# Formica fossaceps
Formica fossaceps é uma espécie de formiga do gênero Formica, pertencente à subfamília Formicinae.